# Meriones tamariscinus
Espèce
Statut de conservation UICN

 LC  : Préoccupation mineure
Meriones tamariscinus ou Meriones (Meriones) tamariscinus est une espèce qui fait partie des rongeurs. C'est une gerbille de la famille des Muridés.